# ケネス田中
ケネス 田中（英語: Kenneth Kenshin Tanaka、1947年 - ）は、仏教学者、浄土真宗の僧。日系アメリカ人3世。2025年現在、武蔵野大学仏教文化研究所所長・教授、国際真宗学会会長、北カリフォルニア州仏教協議会 (Northern California Buddhist Council) 会長。

## 経歴
出生から修学期
1947年、山口県で日系アメリカ人の両親のもとに生まれた。1958年に両親とともに米国に移住し、カリフォルニア州サンタクララ郡マウンテン・ビュー市で育った。また、マウンテンビュー仏教会仏教青年会に参加。カリフォルニア州立大学サンセボ校に入学するも、1967年に中退。スタンフォード大学に移って文化人類学を専攻し、1970年に卒業。その後、一年間世界を旅し、この間にタイの仏教寺院で数か月の出家体験をした。帰国後、バークレーにある神学大学院連合仏教大学院（IBS）に進み、1973年に修士課程を修了。
来日
1974年、来日して財団法人実験動物中央研究所に英語教師として勤務。財団法人東方研究会（現中村元東方研究所）東方学院で学び、1975年に卒業。東京大学大学院人文科学研究科インド哲学専攻に入学し、1978年に修士課程を修了。その後同博士課程に進んだ(帰国に伴い退学)。浄土真宗僧籍を取得後、帰国してカリフォルニア大学バークレー校東洋言語学科助手に就いた。
仏教学研究者として
1984年、神学大学院連合仏教大学院学務副主任に転じた。1986年、カリフォルニア大学バークレー校大学院文芸・言語研究科を修了し、博士（仏教研究）の学位を取得。1987年、神学大学院連合仏教大学院准教授に昇格。1991年、神学大学院連合仏教大学院教授(Rev. Yoshitaka Tamai Professor)に昇格。1995年よりサンフランシスコ禅センター所員。また、宗門においては1995年より南アラメダ郡仏教会住職をつとめた。
1998年、武蔵野女子大学現代社会学部教授となり、武蔵野女子大学仏教文化研究所研究員を兼ねた。2003年、学校の名称変更に伴い武蔵野大学現代社会学部教授となり、武蔵野大学仏教文化研究所研究員を兼ねた。同2003年、インドのダーマラム・カレッジでアジア諸国の浄土教について講義。2008年からは武蔵野大学政治経済学部教養教育教授。2009年、武蔵野大学仏教文化研究所所長に就いた。2014年　からは学部名称変更にともない武蔵野大学経済学部教養教育教授。

### 委員・役員ほか
- 北カリフォルニア州仏教協議会評議員(1985年～)
- 仏教徒平和協会評議員(1991年～)
- 国際仏教・キリスト教学会評議員(2007年～)

## 研究内容・業績
主な研究領域は浄土教や米国現代仏教。浄土真宗の僧籍も持ち、真宗関係の著書や論文も多い。現在、国際真宗学会会長を始め、日本仏教心理学会会長など様々な学会や団体の役員も務めている。日米で育ち教育・研究に携わってきた田中は、国際的な仏教学者として、国際シンポジュームや学術会議等でグローバルに活躍している。
日本だけでなく、中国、台湾、韓国、ベトナム、チベット、ネパール、アメリカ等の浄土教の歴史や現状に精通し、歴史性と地域性を幅広く視野に入れた言わば「比較浄土教学」的な視点から研究を行っていることが際だった特徴である。
趣味はシャレを考えること、アップルパイ、電車(とくに新幹線)。

## 著作
著書
- "The Faces of Buddhism in America." University of California Press.[3]
- "Ocean: An Introduction to Jodo-Shinshu Buddhism in America." WisdomOcean Publications. 1997.[4]
- "The dawn of Chinese pure land Buddhist doctrine: Ching-ying Hui-yuan's Commentary on the Visualization sutra." (SUNY series in Buddhist studies) State University of New York Press. 1990.[5]

with Charles S. Prebish, ed (1998). 
- "Approaching the Land of Bliss: Religious Praxis in the Cult of Amitabha." (Volume 17 of Studies in East Asian Buddhism)(ed. with Richard Karl Payne), University of Hawaii Press, 2004.[6]
- "Pure land Buddhism: historical development and contemporary manifestation" (Issue 8 of Faculty of philosophy, Dharma Endowment Lectures) Dharmaram Publications 2004.[7].
- 『アメリカ仏教：仏教も変わる、アメリカも変わる』武蔵野大学出版会 2010[8]
- 『多様化する現代社会と浄土真宗: グローバルな視点より』響流選書 2016[9]
- 『アメリカ流 マインドを変える仏教入門』伊藤真訳、春秋社 2016[10]

共編著
- "Engaged Pure Land Buddhism: The challenges of Jodo-Shinshu in the contemporary world." 那須 英勝[co-ed.], WisdomOcean Publications, 1998.[11]
- 『真宗入門』島津恵正共著、法蔵館 2003[12]
- "Living in Amida’s Universal Vow: essays in Shin Buddhism."(The perennial philosophy series) Alfred Bloom・海野大徹[ed], World Wisdom, 2004.[13]

1. 執筆箇所 Preface: "Responsibility"
2. 執筆箇所 Chaper 17: "Ethics in American J?do-Shinsh?: Trans Ethical Responsibility"

- "Approaching the Land of Bliss: Religious Praxis in the Cult of Amitābha." (Buddhist traditions, 58), Richard Karl Payne[co-ed], Delhi: Motilal Banarsidass, 2008[14]

論文
- Tanaka 2004, "Faith in W?nhyo's Commentary on the Sutra of the Buddha of Immeasurable Life: The Elevated Role of Faith over Contemplation and Its Implication for the Contribution of Korean Buddhism to the Development of Japanese Pure Land Buddhism". Pacific World: Journal of the Institute of Buddhist Studies Third Series vol.6, pp.45-56.
- Tanaka 2008, "Review of Asura's Harp: Engagement with Language as Buddhist Path by Dennis Hirota". Buddhist - Christian Studiesvol.28, University of Hawaii Press, pp.182-187. (inactive 2010-09-14).doi[15]